# Поло на летних Олимпийских играх 1936
На летних Олимпийских играх 1936 года в соревнованиях по поло участвовало пять команд. Турнир проводился на арене Майфельд и собрал около 70 тысяч зрителей, больше чем любой-другой вид спорта.

## Медалисты
|         | Золото    | Серебро        | Бронза  |
| Мужчины | Аргентина | Великобритания | Мексика |